# Povratak u Plavu Lagunu
Povratak u Plavu Lagunu je američki film snimljen 1991. godine kao nastavak filma Plava laguna iz 1980. godine. To je romantična avantura u kojoj glavne uloge igraju Mila Jovović i Brajan Krauze. Film govori o dvoje dece koja su nasukana na prelepom ostrvu. Bez odraslih da ih vode, oni žive jednostavan život zajedno i vremenom postaju tinejdžeri koji se zaljubljuju. Producirao ga je i režirao Vilijam A. Grejam, scenario je napisala Lesli Stivens.

## Radnja filma
Ovaj nastavak filma Plava laguna imitira svog prethodnika. To je romantična avantura na bujnom tropskom mestu, naseljenom tinejdžerima koji stasaju i otkrivaju svoju seksualnost. Primećen u čamcu sa svojim preminulim roditeljima, mali dečak Ričard je spašen od strane broda koji je prolazio. Prisvojila ga je udovica Sara Hargrov. Uskoro su Ričard, njegova nova majka i njena ćerka Lili napustili brod zbog epidemije kolere. Nasukali su se na isto ostrvo gde su ranije živeli Ričardovi roditelji. Sara štiti i podiže decu, sve dok joj bolest ne oduzme život. Godine prolaze, Ričard i Lili odrastaju. Dok Ričard otkriva svoju muškost jureći ajkulu i špijunirajući opasne domoroce ostrva, Lili postaje žena sa njenim prvim menstrualnim ciklusom. Vremenom ih njihovi podivljali hormoni vode u ruke jedno drugog. Slede brak i trudnoća, ali Ričardova i Lilina zajednica biva ugrožena dolaskom broda, na kome je kapetanova ćerka bacila oko na oskudno odevenog Ričarda. Na kraju mladi ljubavnici, Ričard i Lili odlučuju da ostanu i podignu svoje dete na ostrvu, shvatajući da se njihov blažen život ne može porediti sa civilizacijom.

## Glumci i uloge
- Mila Jovović-Lili Hargrove
- Brajan Krauze-Richard Lestrange
- Lisa Pelikan-Sarah Hargrave
- Courtney Barilla-mlada Lili
- Garette Ratliff Henson-mladi Richard
- Emma James-Lili kao beba
- Jackson Barton-Richard kao beba
- Nana Coburn-Sylvia Hilliard
- Brian Blain-kapetan Jacob Hilliard
- Peter Hehir-Quinlan
- Alexander Peterson-Giddens
- John Mann-prvi kapetan
- Wayne Pygram-Kearney
- John Dicks-Penfield

## Produkcija
Povratak u Plavu Lagunu je snimljen na Taveuni, jednom od 300 ostrva Fidži arhipelaga. Godinu dana pre početka snimanja izvršni producent Randal Klajser je izabrao lokaciju, koju su dalje istraživali ko - producent Piter Bogart, producent i režiser Vilijam A. Grejam i scenograf Džon Dauding.Ukratko zatim pripreme su počele u Los Anđelesu, Australiji i Taveuni tokom produženog perioda pre produkcije.Dok je Grejam video na hiljade kandidata na audicijama pre nego što se odlučio za Milu Jovović i Brajana Krausa, Bogart je završavao bezbrojne detalje propisane snimanjem filma na ostrvskoj lokaciji kojoj se može pristupiti trajektom i malim avionima . Snimanje filma je u početku bilo dosta teško, idealni uslovi su prevladali čim su Mila Jovović i Brajan Krauze počeli svoje scene .

## Spoljašnje veze
- http://www.mtv.com/movies/movie/29067/moviemain.jhtml Архивирано на веб-сајту  (2. децембар 2008)
- http://www.sonymoviechannel.com/movies/return-to-blue-lagoon/details Архивирано на веб-сајту  (4. март 2016)
- http://www.imdb.com/title/tt0102782/